# 선장초등학교
선장초등학교는 대한민국 충청남도 아산시 선장면 군덕리에 있는 공립 초등학교이다.

## 학교 연혁
| 1923년 | 4월 1일 | 선장공립보통학교 개교                                                |
| 1938년 | 4월 1일 | 선장공립심상소학교로 개칭                                            |
| 1941년 | 4월 1일 | 선장공립국민학교로 개칭                                              |
| 1959년 | 4월 1일 | 신정국민학교 분리                                                    |
| 1963년 | 3월 1일 | 삼선국민학교 분리                                                    |
| 1971년 | 3월 1일 | 학선국민학교 분리                                                    |
| 1994년 | 3월 1일 | 신정분교장 편입                                                      |
| 1995년 | 3월 1일 | 학선분교장 편입                                                      |
| 1996년 | 3월 1일 | 선장초등학교로 개칭                                                  |
| 2001년 | 9월 1일 | 학선분교장 통폐합                                                    |
| 2003년 | 3월 1일 | 선장초·선도중 현대화 시범학교 통합                                   |
| 2003년 | 3월 1일 | 신정분교장 통폐합                                                    |
| 2007년 | 3월 1일 | 삼선초등학교 통폐합                                                  |
| 2016년 | 2월 4일 | 선장초 92회(25명, 총 12,577명), 선도중 61회(29명, 총 9,054명) 졸업식 |
| 2016년 | 3월 1일 | 통합학교 제6대 이제복 교장 부임                                      |
| 2016년 | 3월 2일 | 유치원 36회(6명), 선장초 95회(9명), 선도중 64회(29명) 입학식         |
| 2017년 | 2월 9일 | 선장초 93회(28명, 총 12,605명), 선도중 62회(32명, 총 9,086명) 졸업식 |
| 2017년 | 3월 2일 | 유치원 37회(8명), 선장초 96회(7명), 선도중 65회(28명) 입학식         |

## 참고 자료
- 선장초등학교 - 한국교육학술정보원 학교알리미